# Nina Iliescuová
Elena 'Nina' Iliescu (rozená Elena Șerbănescu; * 4. března 1930 Crângași, Bukurešť) je manželkou druhého prezidenta Rumunska Iona Iliescua. Roli první dámy zastávala od roku 1989 do roku 1996 a následně znovu v letech 2000–2004.
Narodila se v bukurešťské čtvrti Crângași. Její otec zemřel v roce 1945 a její matka pak měla s výchovou jí a její sestry potíže. Se svým budoucím manželem se seznámila v roce 1948, když jim bylo 18 let. Zatímco ona studovala na gymnáziu Iulia Hașdeu, Ion Iliescu studoval na gymnáziu Svatého Sávy v Bukurešti.